# Wycheproof
Wycheproof – miasto w Australii, w stanie Wiktoria.